# ムシモンオオクワガタ

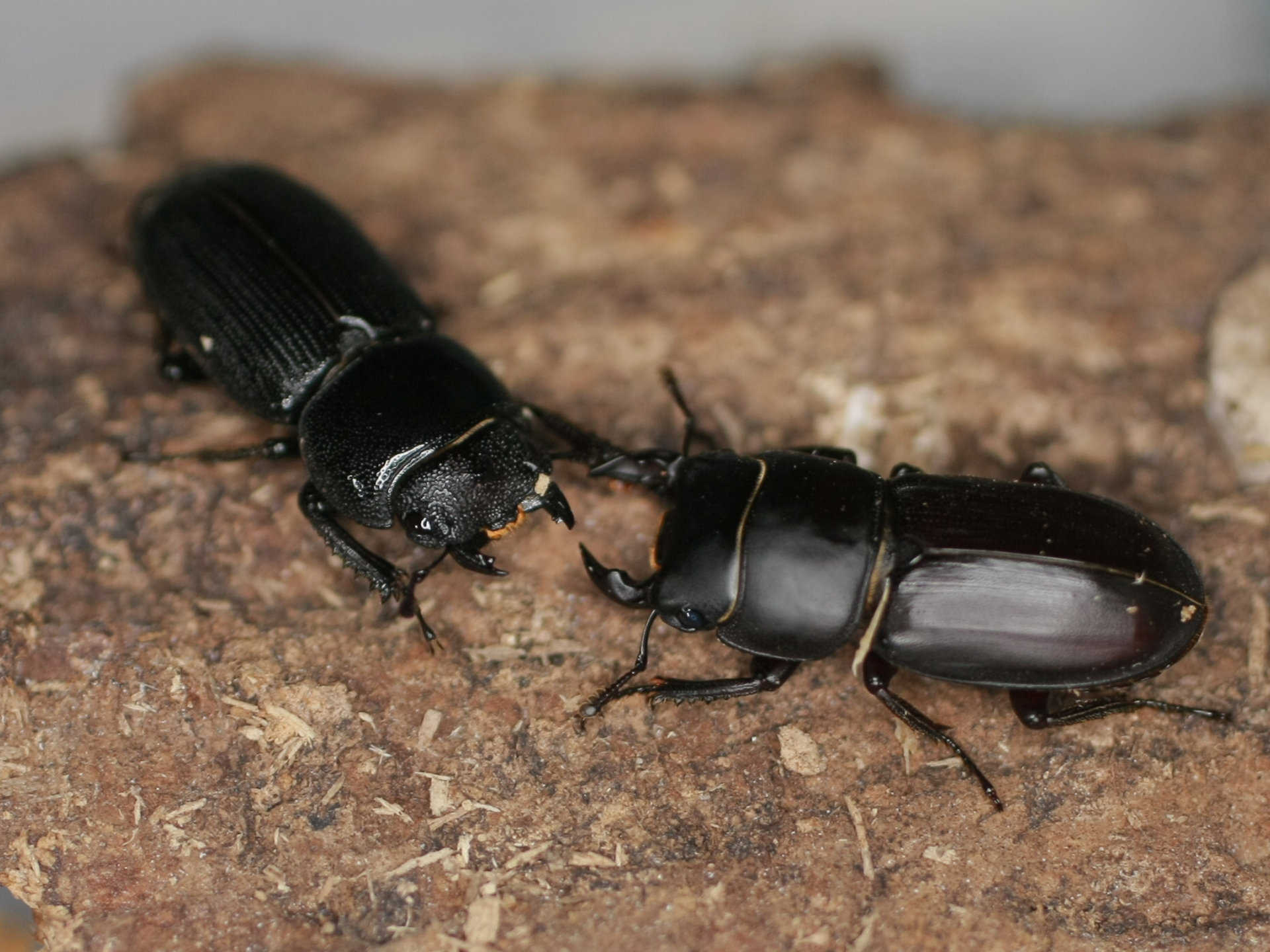
飼育中のムシモンオオクワガタの雌雄

ムシモンオオクワガタ (Dorcus musimon) は、コウチュウ目・クワガタムシ科・クワガタ属・オオクワガタ亜属の1種であり、オオクワガタの仲間では小型種である。

## 形態
体長はオスが19 - 28mm、メスが18 - 23mm
パラレリピペドゥスオオクワガタに似ているが、光沢があり、オスの上翅には弱い縦スジがあり、メスの上翅には明確な縦のスジがある。
オスの大型個体では大アゴ付け根の近くに突起が存在する。

## 分布
コルシカ島・サルデーニャ島・アフリカ北部

## 生態
個体数はやや少ない。
幼虫はやや湿度の高い環境を好む。
- イタリア本土には生息しておらず、イタリアではサルディーニャ島のみとなる。

おそらく、本土にはパラレリピペドゥスオオクワガタがいるからだろう。
野外では比較的にパラレリピペドゥスのほうが大きいため、ムシモンは追いやられる。